# Lobelia decurrentifolia
Lobelia decurrentifolia är en klockväxtart som först beskrevs av Carl Ernst Otto Kuntze, och fick sitt nu gällande namn av Karl Moritz Schumann. Lobelia decurrentifolia ingår i släktet lobelior, och familjen klockväxter. Inga underarter finns listade i Catalogue of Life.